# Ufficio dei fiumi e fossi di Grosseto
L'Ufficio dei fiumi e fossi di Grosseto è stato un ente governativo del Granducato di Toscana, istituito da Ferdinando I de' Medici nel 1592.

## Storia
Nel 1547 il duca Cosimo I de' Medici aveva emanato alcuni provvedimenti per l'istituzione del Magistrato degli ufficiali dei fossi di Pisa, resi operanti con la provvisione del 1581. In seguito all'annessione della Repubblica di Siena dopo la cosiddetta guerra di Siena e alla nascita del granducato di Toscana, nel 1592 il granduca Ferdinando I de' Medici istituì anche a Grosseto un Uffizio patrio de' fossi, al fine di «provvedere al miglioramento dell'aere di Grosseto, di Castiglion della Pescaia, d'Istia, di Batignano, di Montepescali, di Giuncarico e di tutte le pianure e territori di detti luoghi». L'ente aveva il compito di controllare le attività dei privati nel territorio, di gestire la situazione idrografica e di favorire le coltivazioni attraverso operazioni di regimazione idraulica. L'organo era composto dai maggiori funzionari governativi della città, comprendenti il cancelliere, il priore capo, il capitano di giustizia, il governatore della piazzaforte militare e l'operaio della cattedrale, cui si aggiungevano altre figure funzionariali minori di assistenza.
Nel 1621 l'ufficio venne complessivamente riformato e si contano nella prima metà del XVII secolo tentativi di bonifica lungo la Bruna e l'Ombrone e nel lago di Castiglione, tramite la Fossa Nuova che doveva fungere da scolmatore, e la realizzazione del primo Canale Navigante (1614-1639) che metteva in collegamento Grosseto (località Querciolo) con Castiglione della Pescaia. Gli scarsi risultati portarono a un progressivo diminuimento dell'importanza di tale magistratura, che finì col perdere la sua autonomia e finire sottoposta dal 1694 ai Quattro conservatori di Siena.
Dopo il passaggio del granducato alla dinastia degli Asburgo-Lorena, il governo della Reggenza lorenese decise di rendere nuovamente autonomo l'ente il 26 ottobre 1746, fornendogli questa volta maggiori poteri decisionali, affidando le cariche dirigenziali ai proprietari terrieri locali. Nel 1766 venne istituita la Provincia senese inferiore e l'ufficio fu completamente riorganizzato e trasformato: il granduca Pietro Leopoldo, tramite un Regolamento generale emanato il 21 ottobre 1767, affidò al neonato Ufficio dei fossi e coltivazioni di Grosseto anche poteri politico-amministrativi e giudiziari, trasformandolo in un vero e proprio organo di governo del territorio maremmano. A capo dell'ufficio venne nominato un commissario, cui spettava l'assunzione e la gestione dei dipendenti, tra i quali dovevano esserci almeno un ingegnere e uno stimatore.
Nel 1778, a causa di problemi di gestione, le competenze furono ridimensionate e limitate ai lavori di bonifica; tre anni dopo venne nominato direttore dei lavori il matematico Pietro Ferroni. Abolito temporaneamente dal 1808 al 1814, a causa dell'invasione napoleonica e l'annessione della provincia grossetana al dipartimento dell'Ombrone, l'Ufficio dei fossi fu definitivamente soppresso nel 1825, quando il granduca Leopoldo II istituì il Corpo degli ingegneri di acque e strade e le mansioni dell'ente furono ridistribuite tra la Camera di soprintendenza comunitativa (1825-1848) e l'ingegnere ispettore di compartimento (1825-1874).
Le competenze legate alle operazioni di bonifica vennero invece affidate nel 1828 alla neo-istituita Commissione idraulico-economica per la fisica riduzione della Maremma, formata da Federico Capei, Alessandro Manetti e Giacomo Grandoni, che portò alla costituzione dell'Ufficio di bonificamento delle Maremme, con il compito di perseguire la bonifica per colmata del padule castiglionese e le altre opere di regimazione del territorio. Tutte le competenze dell'ufficio confluirono nel Genio civile di Grosseto con il passaggio al Regno d'Italia.